# 天永寺 (名古屋市)
天永寺（てんえいじ）は、愛知県名古屋市北区楠味鋺にある真言宗智山派の寺院。護国院（ごこくいん）とも称す。山号は味鏡山（みょうきょうざん）。本尊は薬師如来。
味鋺神社に隣接し、当寺の住職は味鋺神社の神主を兼ねていたと伝わる。本尊は薬師如来、脇侍は不動明王である。周辺には味鋺古墳群がある。
本尊の薬師如来は行基の作と伝わる。千手観音二十八部衆像は重要文化財。古鏡や大般若経600巻などの寺宝がある。

## 由来

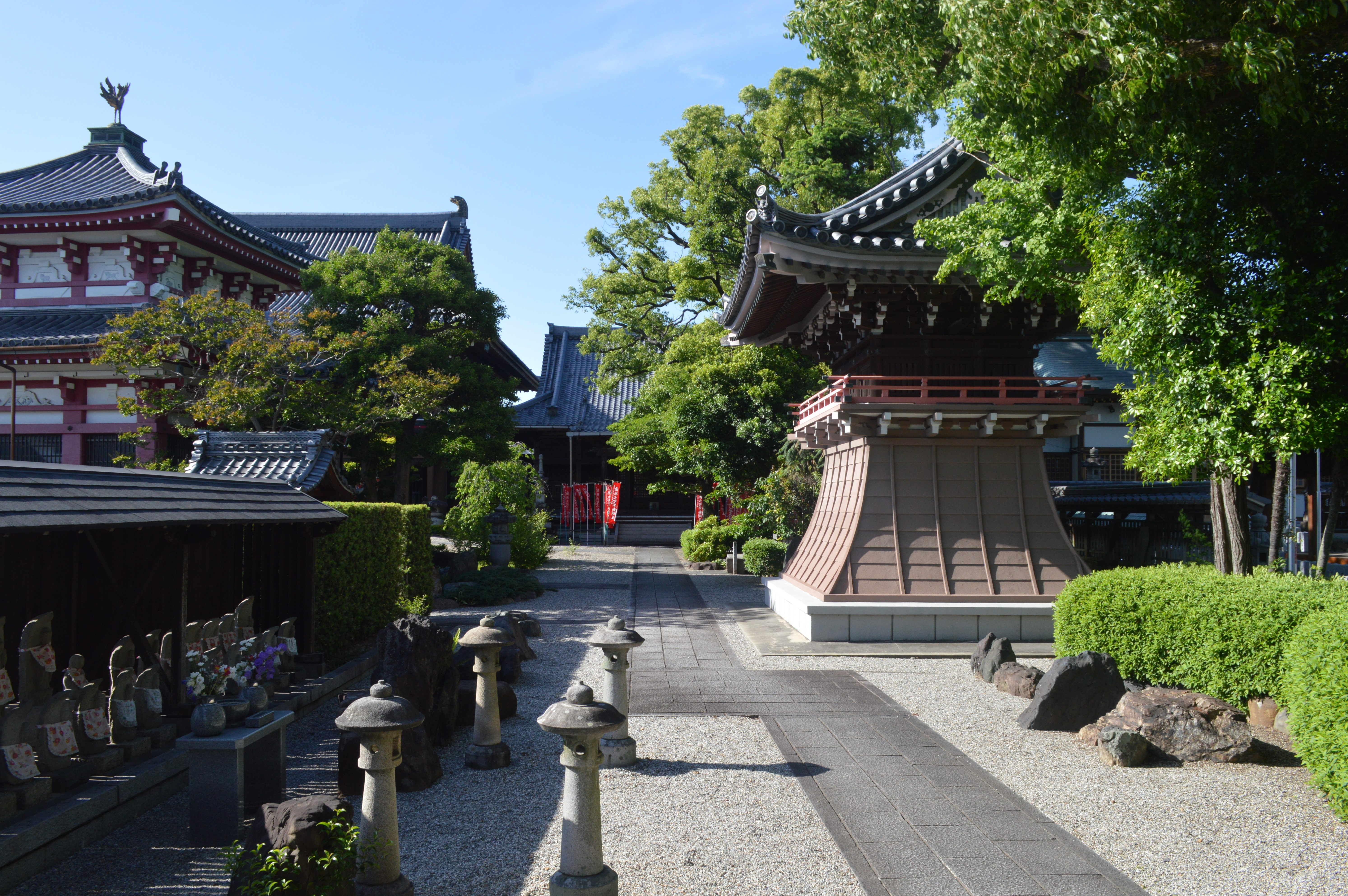
境内

### 味鏡山の由来
寺の北西にあった玉池から鏡が出たためこれを鏡池と呼ぶようになり、さらに鏡池の水が美味で延命の良薬になることから、池の味に准じて「味鏡の郷」と呼ばれるようになったいう説、「味鋺」の書き間違いという説がある。

### 天永寺の由来
1111年（天永2年）に鳥羽天皇から「護国院」の名称を賜った時の年号から名付けたと言われる。

## 歴史
- 天平年間（729年から749年） - 行基が薬師寺を開く[2]。
- 948年（天暦2年） - 庄内川の大洪水により被害を受ける[1]。
- 1111年（天永2年） - 鳥羽天皇から安食、柏井、「護国院」の宸筆を賜り、西弥上人が再興し、寺号を天永寺護国院に改める[1]。

## 境内
- 本堂

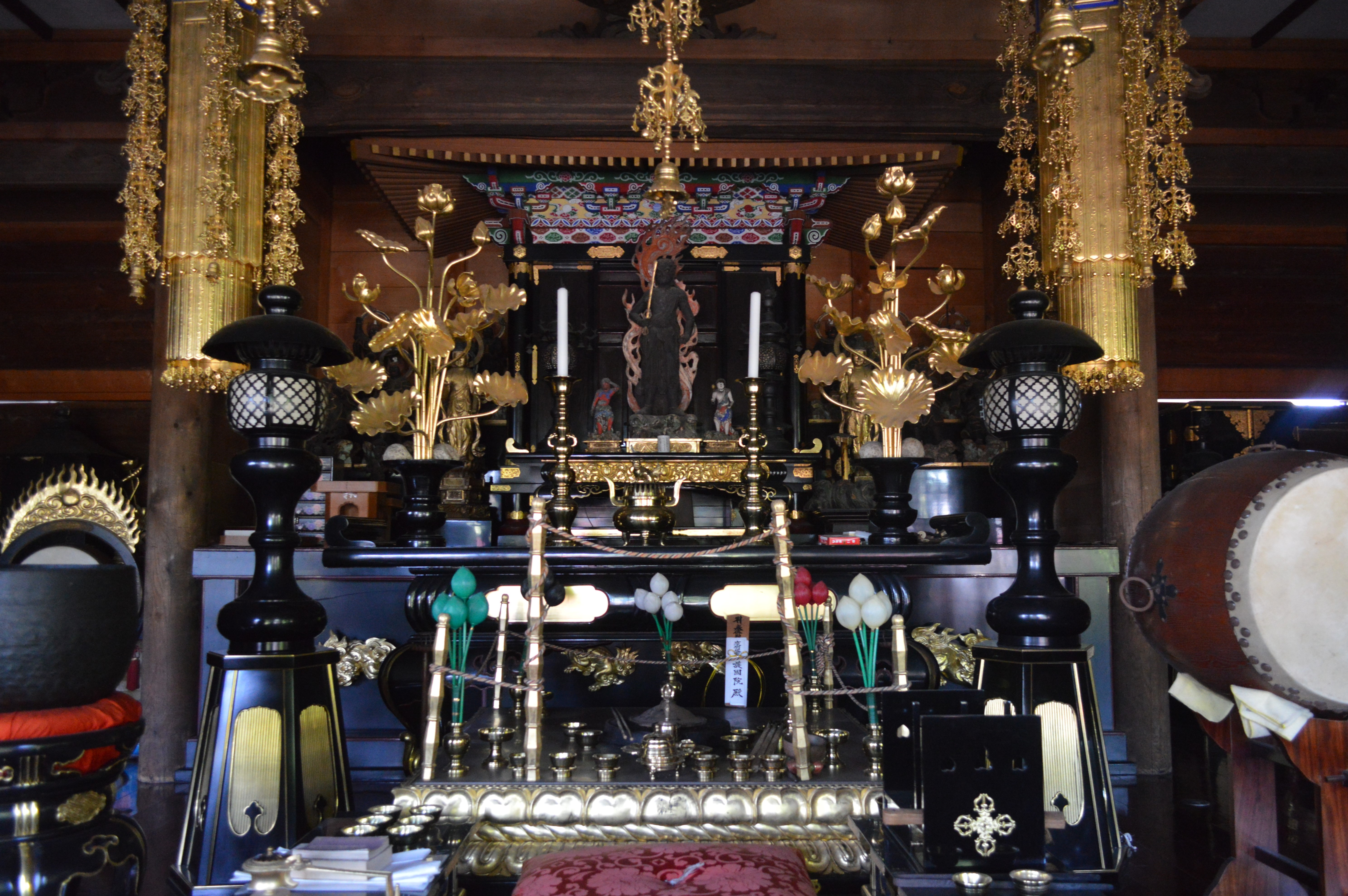
不動堂の不動明王

- 不動堂 - 旧本堂。不動明王を祀る。庇には天井画が描かれている。
- 観音堂
- 六角堂
- 山門（四天王門）
- 鐘楼
- 手水舎
- 石棺 - 境内の東側にある石地蔵は近くの岩屋堂古墳（名古屋市北区東味鋺）から出土した石棺から作られたと伝わる[4][注釈 1]。
- みかがみ地蔵尊

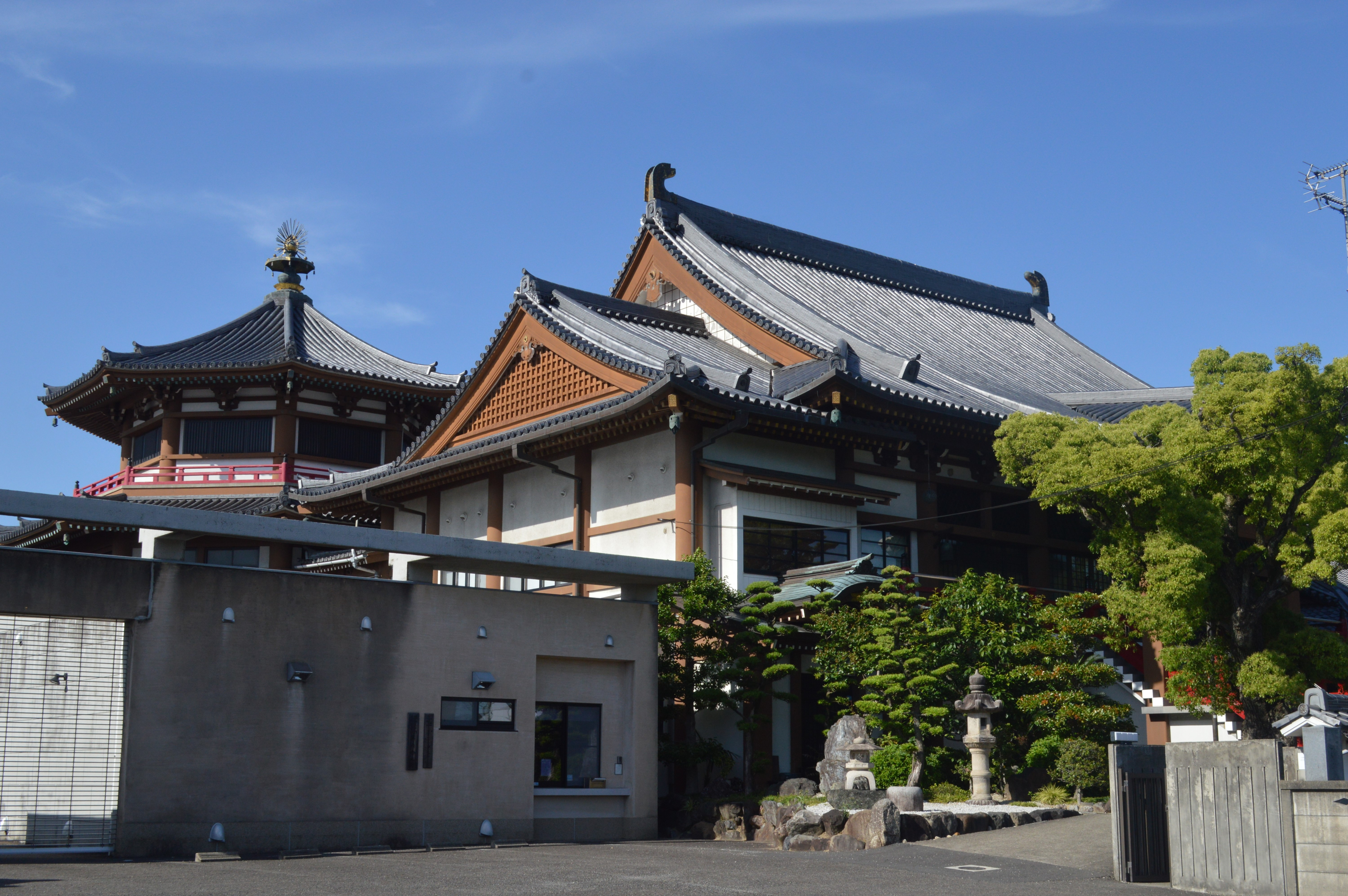
本堂と六角堂
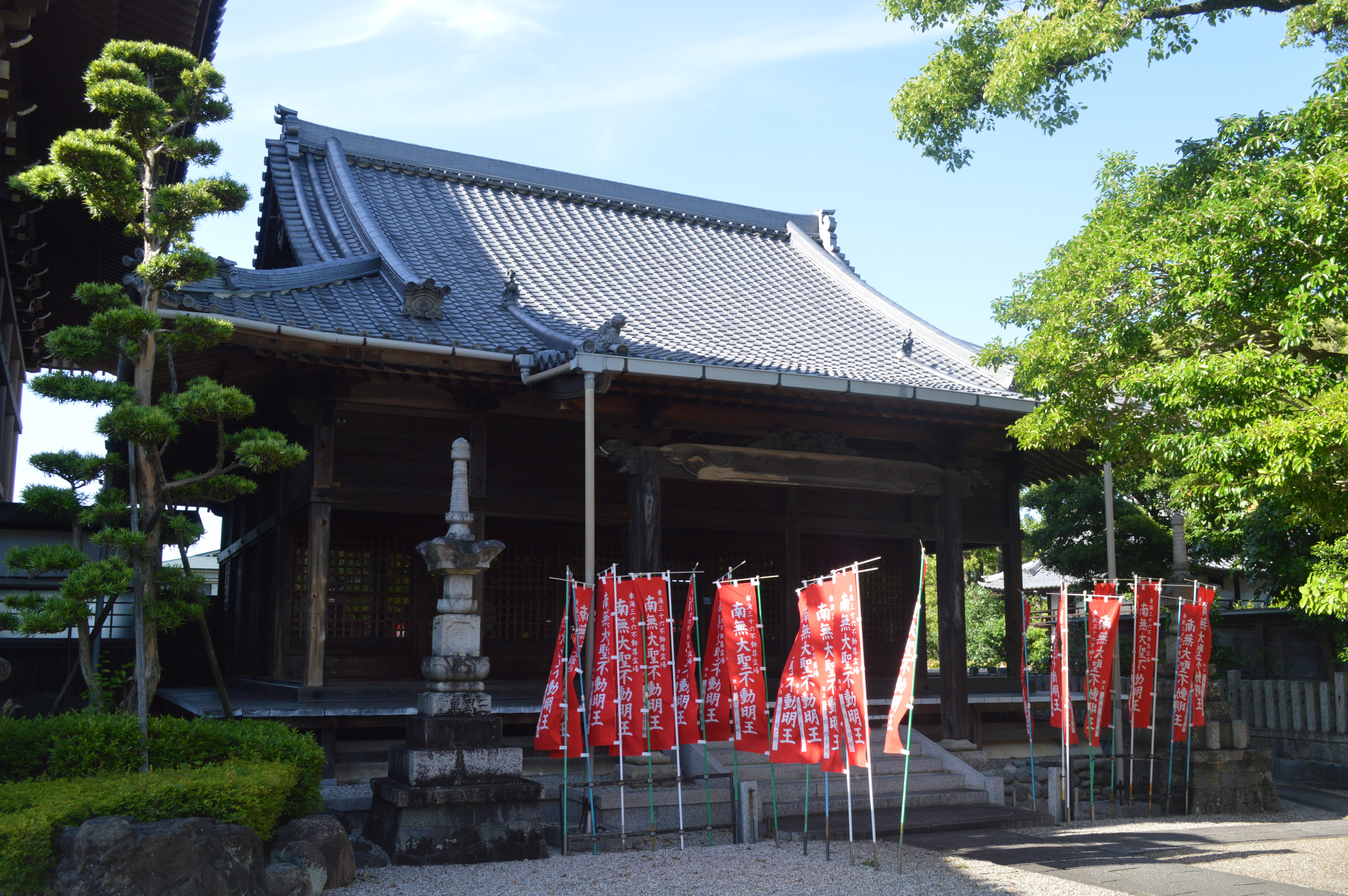
不動堂
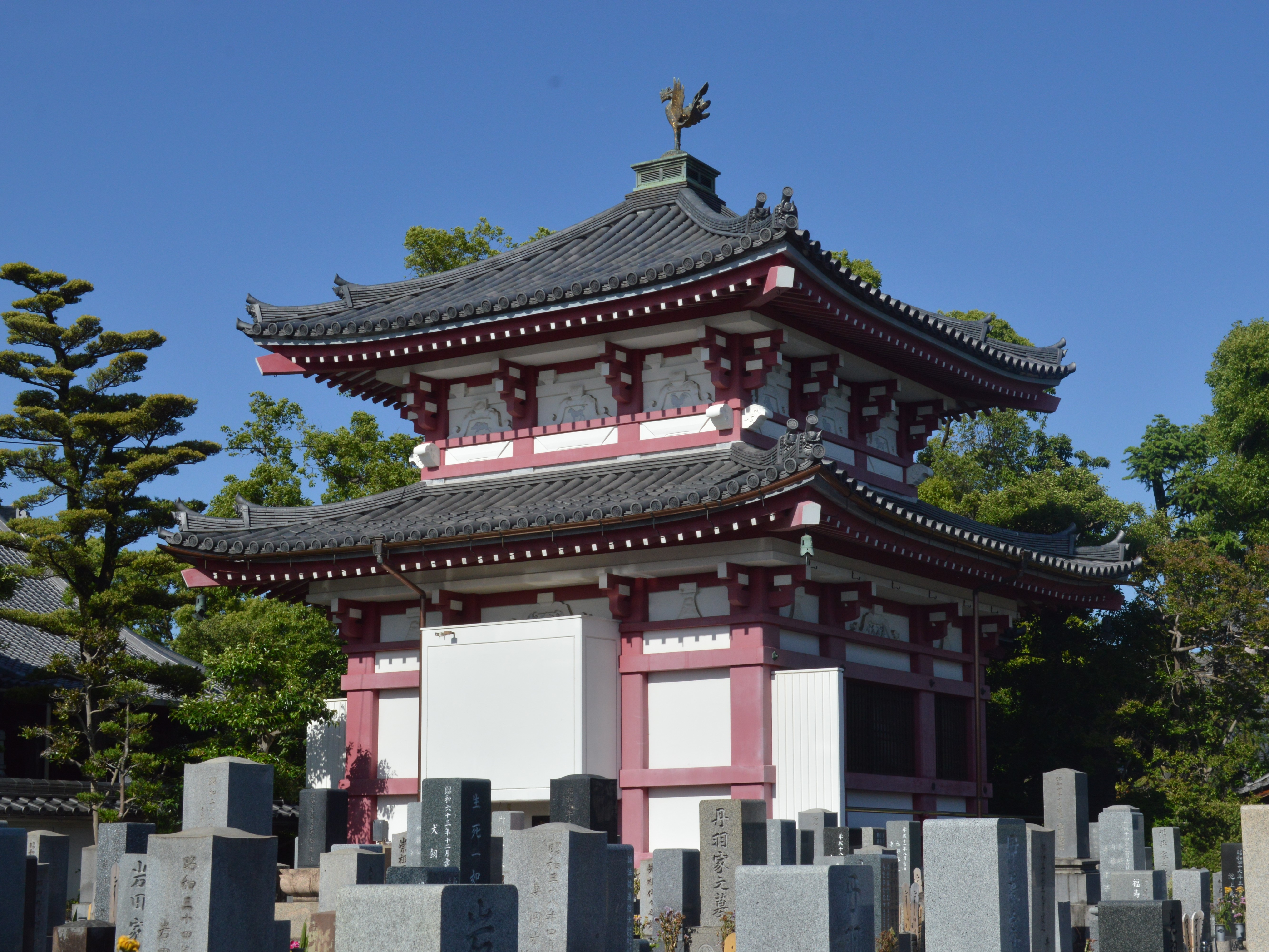
観音堂
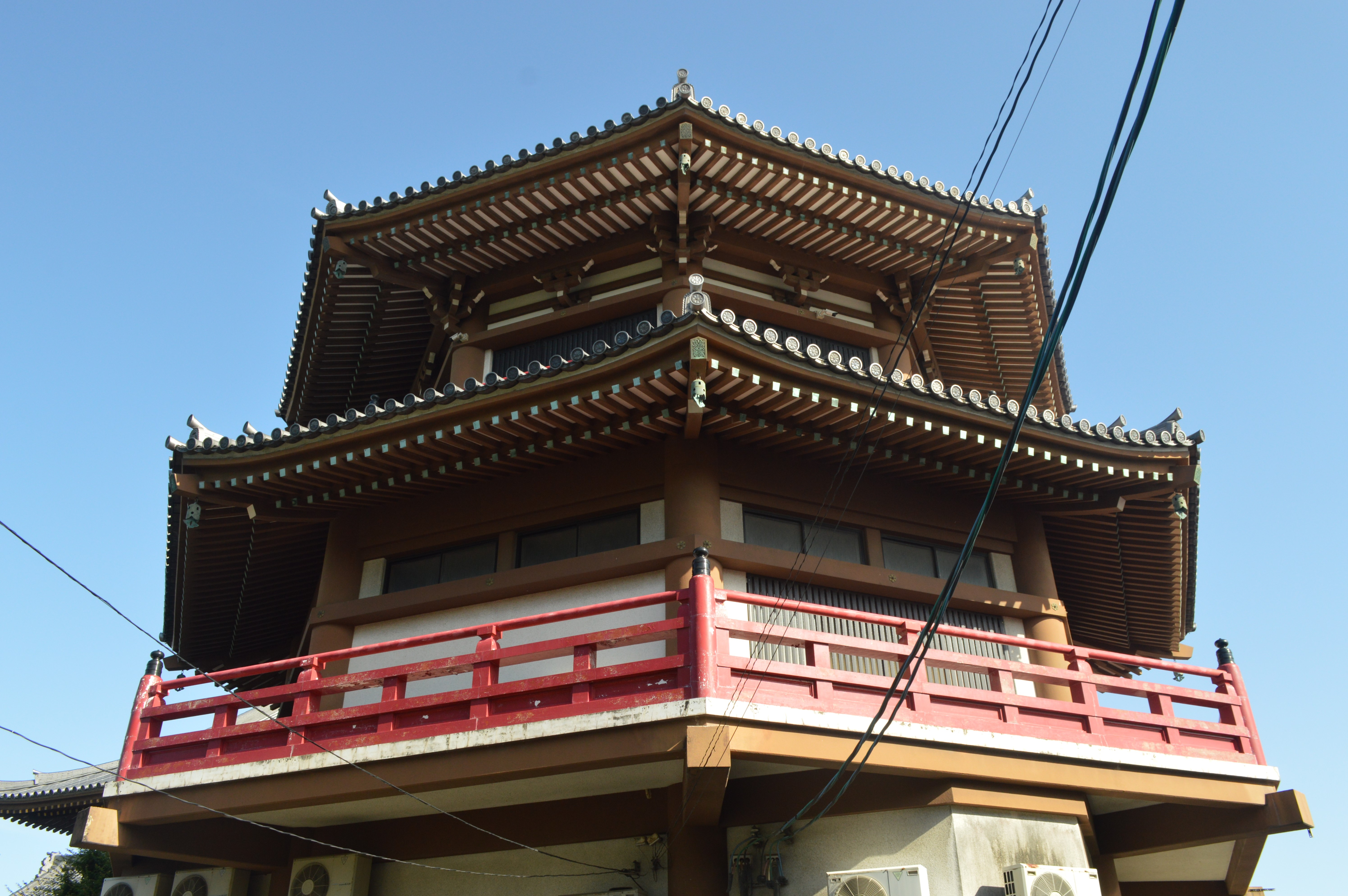
六角堂
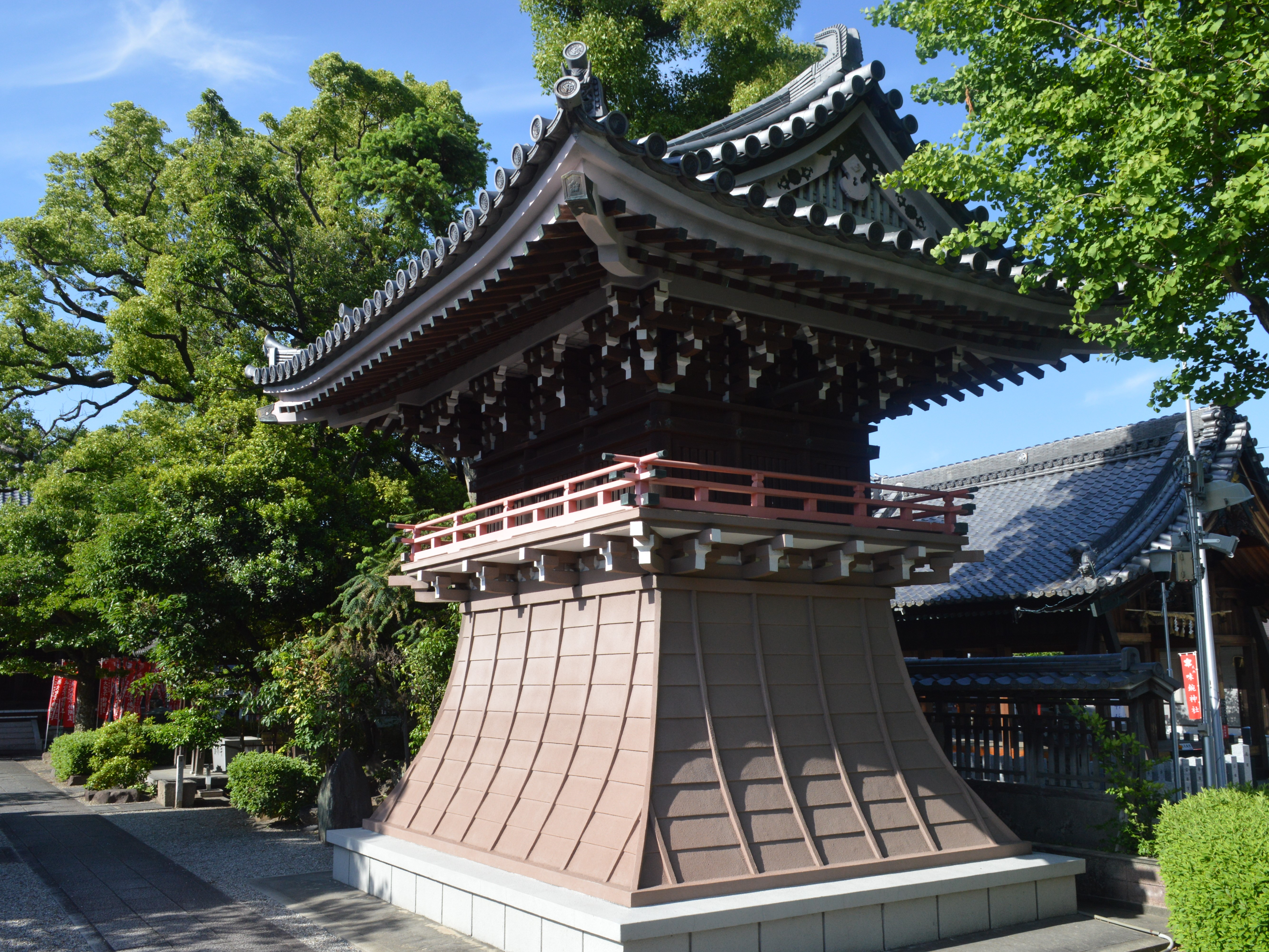
鐘楼
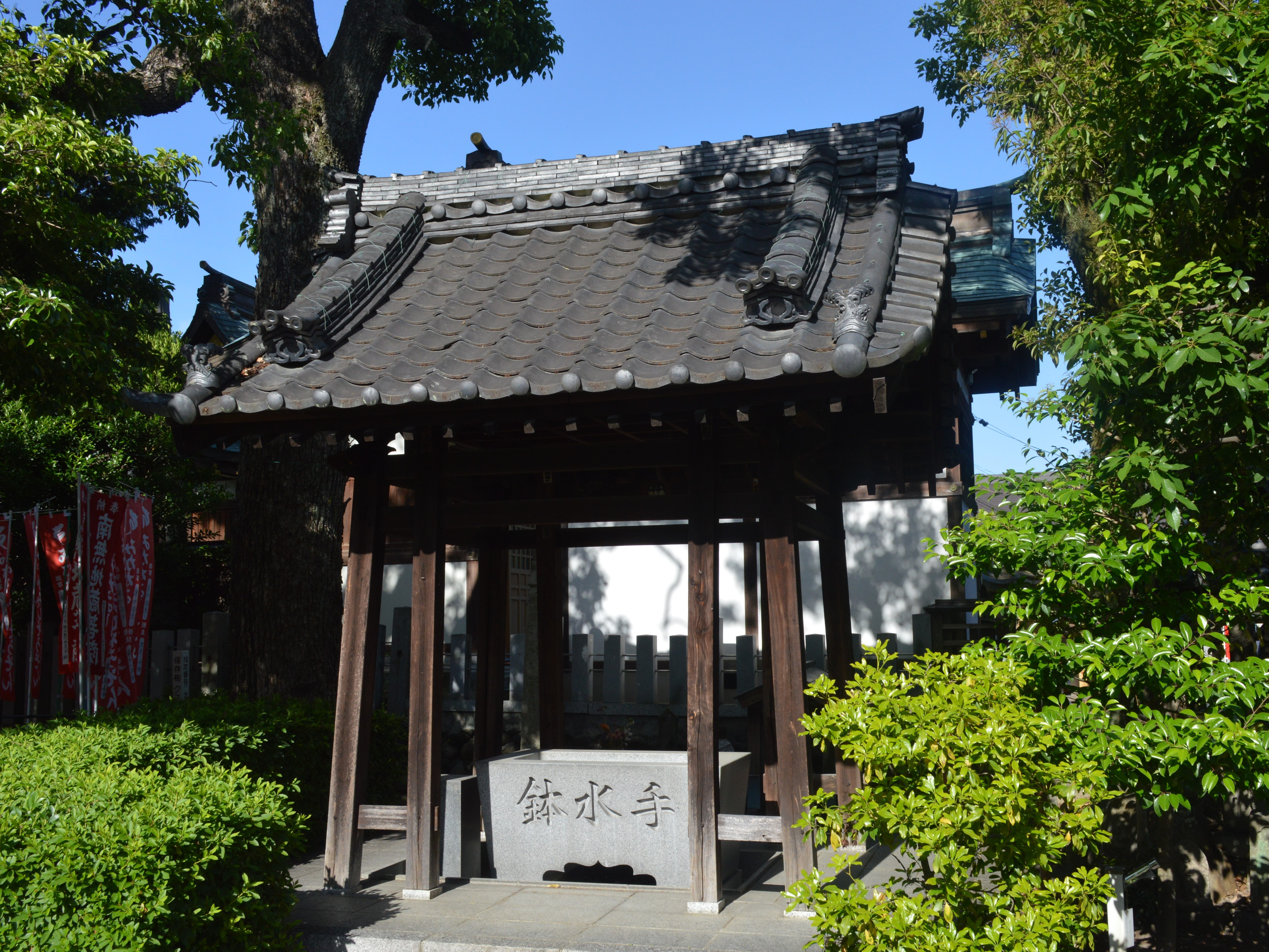
手水舎
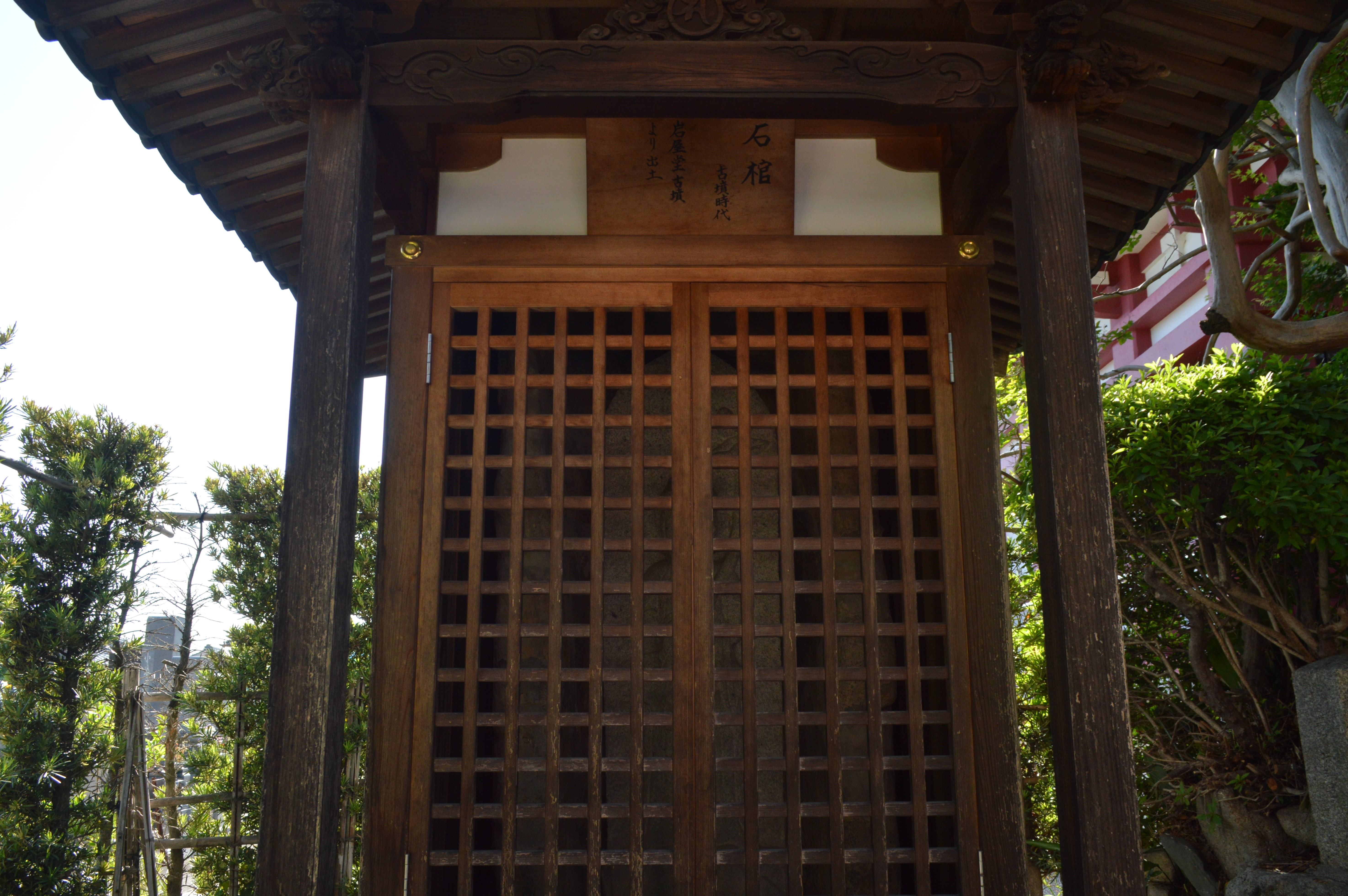
石棺
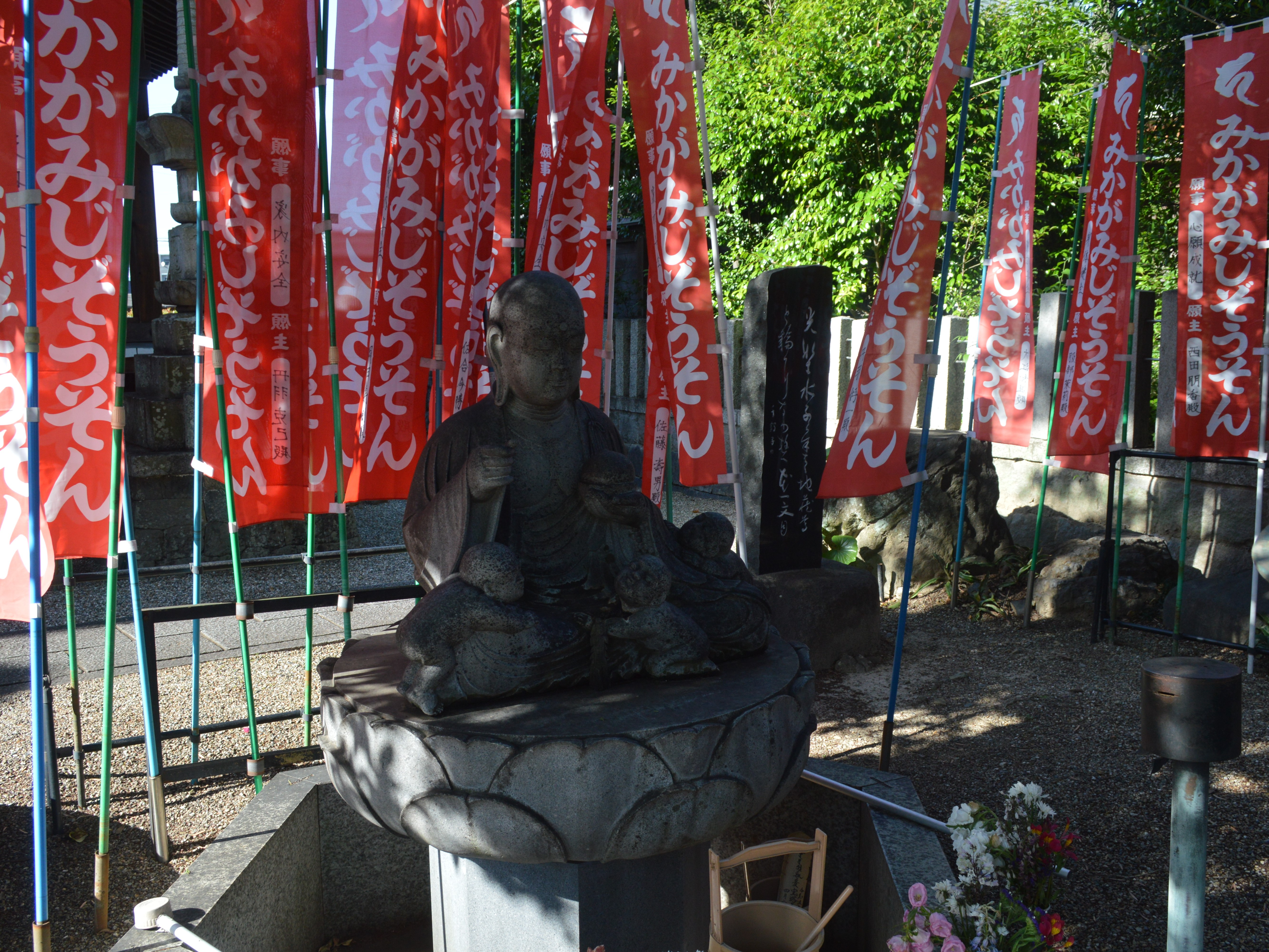
みかがみ地蔵尊

## 文化財

### 重要文化財
- 千手観音二十八部衆

### 市指定文化財
- 尊勝種子曼荼羅図
- 仏眼曼荼羅図

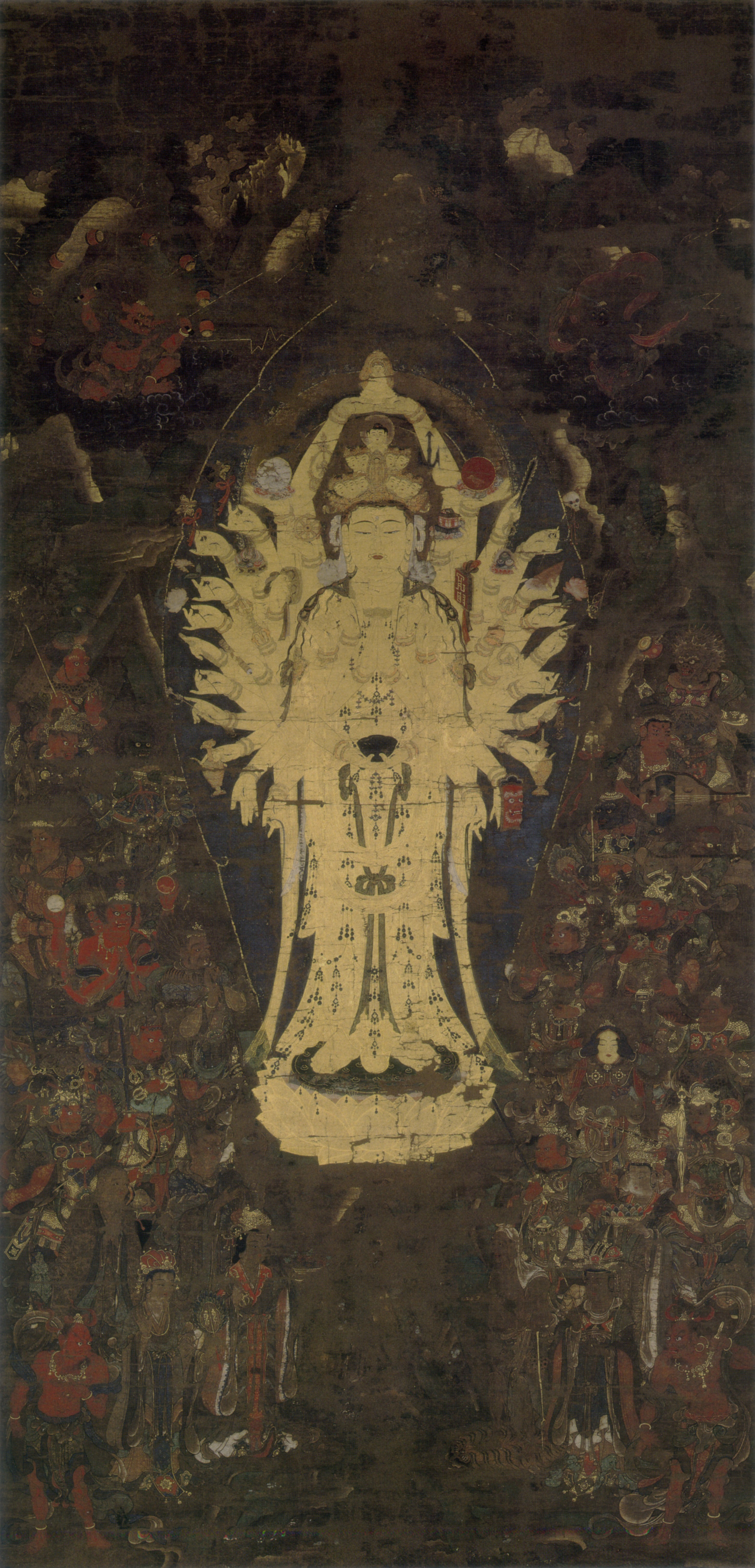
千手観音二十八部衆
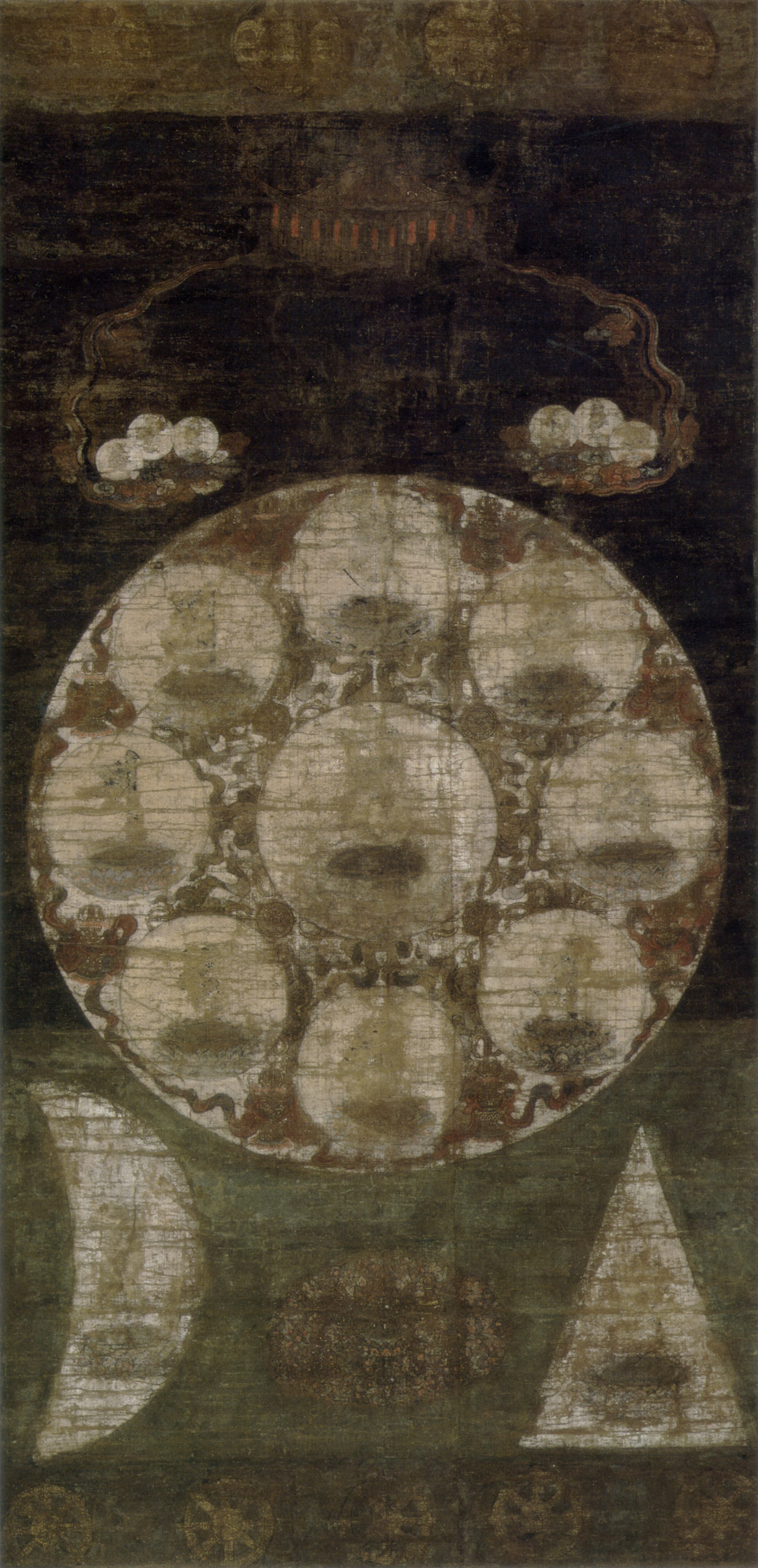
尊勝種子曼荼羅図
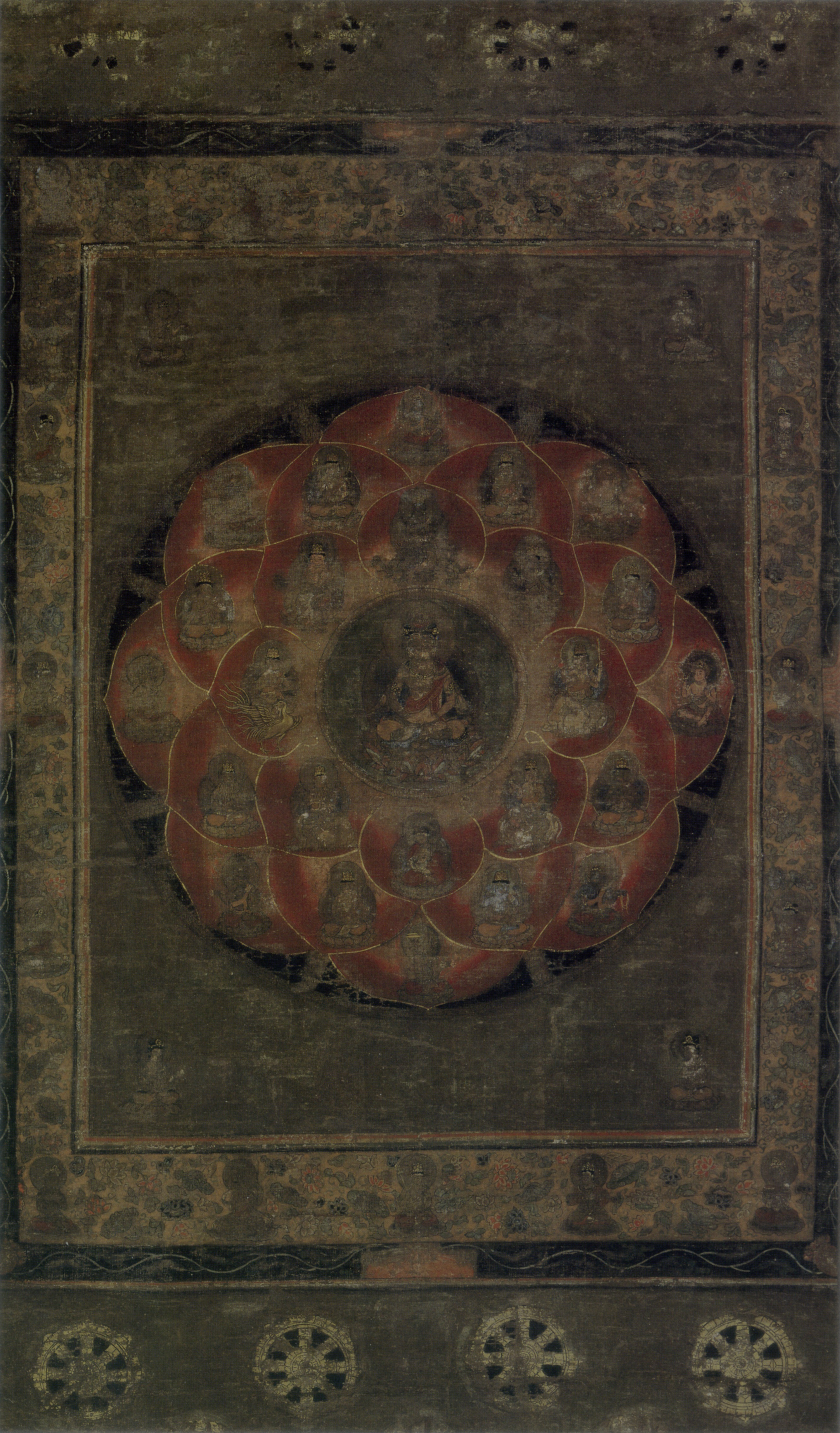
仏眼曼荼羅図